# علی پرتو اعظم
علی خان اصفهانی یا علی پرتو اعظم معروف به حکیم اعظم (۱۲۵۶ – ۱۳۱۷ش) عضو پیوسته فرهنگستان ایران، شهردار تهران، استاد دانشگاه تهران و ریاست اسبق مدرسه عالی علوم سیاسی و حقوق و نماینده مردم تهران در دوره دوم مجلس شورای ملی بود.
در تهران و خیابان شیراز شمالی کوچه ای بنام او نامگذاری شده‌است.

## تولد و خانواده
علی فرزند میرزا ابوالقاسم شیرازی در سال ۱۲۵۶ در اصفهان به دنیا آمد و تحصیلات مقدماتی و تا مقطع دبیرستان را در این شهر به پایان برد.

## تحصیلات عالیه
حکیم اعظم سپس برای تحصیل در رشته طب وارد دارالفنون شد و در این دوره با افرادی همچون محمدعلی فروغی ذکاءالملک، سید ولی‌الله نصر، ممتاز الاطباء و یحیی میرزا شمس لسان الحکما هم دوره بود. او پس از پایان تحصیلات در دارالفنون با حمایت امین الضرب برای ادامه تحصیل در رشته پزشکی به فرانسه رفته و در دانشگاه پاریس به مدت ده سال به تحصیل پرداخت.

## مسولیت‌ها و فعالیت‌های اداری
علی پرتو پس از بازگشت به ایران به عضویت در مجلس شورای ملی (حزب اعتدالیون- حوزه تهران) انتخاب شد. او به دلیل توانمندی در پزشکی از سوی محمدعلی شاه به لقب حکیم اعظم انتصاب یافت.
از مسوولیتهای او می‌توان به موارد زیر اشاره کرد:
- ریاست مدرسه طب (دانشکده پزشکی دانشگاه تهران) و استادی دانشگاه
- رئیس مدرسه عالی علوم سیاسی.
- سرپرستی شهردار تهران
- کفالت و معاونت وزارت معارف
- عضویت فرهنگستان ایران و ریاست کمیسیون طبی ایران
- استادی دانشکدهٔ علوم و معقول و منقول،
- معاونت  بنگاه شیر و خورشید سرخ، ریاست بهداری کل آذربایجان
- ریاست بیمارستان‌های سینا و وزیری
- ریاست کل معاونت و تعلیمات عمومی وزارت معارف و تدوین برنامهٔ ابتدایی و متوسطه

## تالیفات
گنجینه دارو و درمان